# Никитина, Любовь Игоревна
Любовь Игоревна Никитина (21 января, 1999 года, Ярославль, Россия) — российская фристайлистка (акробатика). Чемпионка мира 2021 года в командном первенстве, трёхкратный призёр чемпионатов мира в акробатике (2019, 2021). Мастер спорта России. Член олимпийской сборной команды России по фристайлу на Олимпиаде в Пхёнчхане.
Первые тренеры: Брикман О.М., Румянцева В.П..
Представляет Ярославскую область, выступает за СДЮСШОР № 3.

## Спортивные достижения
- Чемпионка мира 2021 года в командном первенстве;
- Серебряный призёр чемпионата мира 2019 года;
- Двукратный бронзовый призёр чемпионатов мира (2019 — в командном первенстве; 2021 — в личных соревнованиях);
- Трехкратная чемпионка России 2015, 2016 и 2017;
- Бронзовый призёр чемпионата России 2014;
- Победитель национального чемпионата США 2017[4];
- Чемпионка мира по фристайлу среди юниоров 2017;
- Бронзовый призёр чемпионатов мира среди юниоров 2014, 2016;
- Обладательница Кубка Европы сезона 2014/15;
- Обладательница хрустального кубка «Новичок года»[5] по итогам сезона 2014/15 Кубка мира.
- В августе 2024 года заняла второе место на республиканских соревнованиях по прыжкам на лыжах в воду в Минске (Беларусь)[6].

### Чемпионаты мира
| Чемпионат мира     | Акробатика | Командная акробатика |
| ------------------ | ---------- | -------------------- |
| 2015 Крайшберг     | 7          | н/д                  |
| 2017 Сьерра-Невада | 12         | н/д                  |
| 2019 Парк-Сити     | 2          | 3                    |
| 2021 Алма-Ата      | 3          | 1                    |